# Песняры II
Песняры II (иногда альбом называют Алеся) — второй студийный альбом советской фолк-рок группы «Песняры», выпущенный фирмой «Мелодия» в феврале 1974 года.

## Об альбоме
В записи принимали участие: Владимир Мулявин, Владислав Мисевич, Леонид Борткевич, Валентин Бадьяров, Анатолий Кашепаров, Виктор-Чеслав Поплавский, Владимир Николаев, Анатолий Гилевич, Леонид Тышко и Александр Демешко.
За исключением двух песен, все вошедшие в альбом композиции записывались в перерывах между гастролями на студиях фирмы «Мелодия» в период с 1971 по 1973 год. Песни «Завушніцы» и «Ружы цвет» были записаны в 1973 году на пражском радио, когда «Песняры» отправились в Чехословакию на промышленную выставку СССР, где коллектив был представлен в культурной программе.
Музыкальный обозреватель Дмитрий Безкоровайный видит сходство между композицией «Хлопец пашаньку пахае» и творчеством группы «Jethro Tull», а «Ружы цвет» «со стремительными психоделическими соло клавишных и гитар», как отмечает критик, имеет сходство с музыкой группы «Emerson, Lake & Palmer». По мнению музыкального критика Дмитрия Подберезского, по сравнению с дебютной пластинкой группы, «„Песняры“ демонстрируют здесь более богатое, широкое звучание, во многом благодаря тому, что добавились новые инструменты, в том числе струнные». Также по мнению Подберезского, композиция «„Ружи цвет“ никак не соответствует слащавой стилистике отечественных ВИА».

## Список композиций
| №  | Название                   | Текст песни     | Музыка           | Вокал              | Длительность |
| -- | -------------------------- | --------------- | ---------------- | ------------------ | ------------ |
| 1. | «Алеся»                    | Аркадий Кулешов | Игорь Лученок    | Леонид Борткевич   | 4:21         |
| 2. | «Нашто бабе агарод»        | Янка Купала     | Алексей Туренков |                    | 2:08         |
| 3. | «Спадчына»                 | Янка Купала     | Игорь Лученок    | Анатолий Кашепаров | 4:23         |
| 4. | «І туды гара, і сюды гара» | народные        | народная         |                    | 2:53         |
| 5. | «Завушніцы»                | Максим Танк     | Владимир Мулявин | Владимир Мулявин   | 4:58         |

| №  | Название                | Текст песни  | Музыка                          | Вокал              | Длительность |
| -- | ----------------------- | ------------ | ------------------------------- | ------------------ | ------------ |
| 1. | «Каханне»               | Якуб Колас   | Владимир Мулявин, Игорь Лученок | Владимир Мулявин   | 3:47         |
| 2. | «Чорныя вочы»           | Янка Купала  | В. Зинкевич                     | Леонид Борткевич   | 4:35         |
| 3. | «Стаіць вярба»          | народные     | народная                        |                    | 4:43         |
| 4. | «Ружы цвет»             | Иосиф Скурко | Владимир Мулявин                | Анатолий Кашепаров | 3:23         |
| 5. | «Хлопец пашаньку пахае» | народные     | народная                        |                    | 3:19         |